# Lijst van voetbalinterlands Georgië - Italië
Deze lijst van voetbalinterlands is een overzicht van alle voetbalwedstrijden tussen de nationale teams van Georgië en Italië. De landen speelden tot op heden acht keer tegen elkaar. De eerste ontmoeting, een kwalificatiewedstrijd voor hetWereldkampioenschap voetbal 1998, werd gespeeld in Perugia op 9 oktober 1996. Het laatste duel, kwalificatiewedstrijd voor het Wereldkampioenschap voetbal 2010, vond plaats op 5 september 2009 in Tbilisi.

## Wedstrijden
| № | Plaats  | Datum             | Competitie           | Wedstrijd        | Uitslag |
| - | ------- | ----------------- | -------------------- | ---------------- | ------- |
| 1 | Perugia | 9 oktober 1996    | WK 1998 kwalificatie | Italië – Georgië | 1 – 0   |
| 2 | Tbilisi | 10 september 1997 | WK 1998 kwalificatie | Georgië – Italië | 0 – 0   |
| 3 | Ancona  | 11 oktober 2000   | WK 2002 kwalificatie | Italië – Georgië | 2 – 0   |
| 4 | Tbilisi | 2 juni 2001       | WK 2002 kwalificatie | Georgië – Italië | 1 – 2   |
| 5 | Tbilisi | 11 oktober 2006   | EK 2008 kwalificatie | Georgië – Italië | 1 – 3   |
| 6 | Genua   | 13 oktober 2007   | EK 2008 kwalificatie | Italië – Georgië | 2 – 0   |
| 7 | Udine   | 10 september 2008 | WK 2010 kwalificatie | Italië – Georgië | 2 – 0   |
| 8 | Tbilisi | 5 september 2009  | WK 2010 kwalificatie | Georgië – Italië | 0 – 2   |

## Samenvatting
| Competitie      | Totaal gespeeld | Winst Georgië | Gelijk | Winst Italië | Doelsaldo Georgië – Italië |
| --------------- | --------------- | ------------- | ------ | ------------ | -------------------------- |
| WK-kwalificatie | 6               | 0             | 1      | 5            | 1 − 9                      |
| EK-kwalificatie | 2               | 0             | 0      | 2            | 1 − 5                      |
| Totaal          | 8               | 0             | 1      | 7            | 2 − 14                     |

## Details

### Eerste ontmoeting
| WK 1998 kwalificatie (Perugia, Italië, 9 oktober 1996): |              | |
| Italië | 1 – 0        | Georgië |
| Fabrizio Ravanelli 43' | goals        | |
| Arrigo Sacchi | bondscoach   | Aleksandre Tsjivadze |
| Francesco Toldo Gianluca Pessotto Alessandro Nesta Ciro Ferrara Paolo Maldini Angelo Di Livio 82' Antonio Conte 60' Roberto Di Matteo Amedeo Carboni 17' Pierluigi Casiraghi Fabrizio Ravanelli | opstellingen | Irakli Zoidze Noegzar Lobzjanidze Kachaber Tschadadze Moertaz Sjelia 46' Dmitri Koedinov Kachaber Gogitsjaisjvili Georgi Nemsadze Levan Kobiasjvili Temoeri Ketsbaia Giorgi Kinkladze 30' Gotsja Gogritsjiani |
| Gianfranco Zola 17' Dino Baggio 60' Christian Panucci 82' | wissels      | 30' Revaz Arveladze 46' Gela Inalisjvili |
| | gele kaarten | 44' Dmitri Koedinov |
| - Debuut van Gianluca Pessotto (Juventus FC) voor Italië. |              | |

### Tweede ontmoeting
| WK 1998 kwalificatie (Tbilisi, Georgië, 10 september 1997): |       |        |
| Georgië                                                     | 0 – 0 | Italië |
|                                                             | goals |        |

### Derde ontmoeting
| WK 1998 kwalificatie (Ancona, Italië, 11 oktober 2000):         |       |         |
| Italië                                                          | 2 – 0 | Georgië |
| Alessandro Del Piero 47' (pen.) Alessandro Del Piero 88' (pen.) | goals |         |

### Vierde ontmoeting
| WK 1998 kwalificatie (Tbilisi, Georgië, 2 juni 2001): |       |                                          |
| Georgië                                               | 1 – 2 | Italië                                   |
| Giorgi Gachokidze 80'                                 | goals | 45' Marco Delvecchio 66' Francesco Totti |

### Vijfde ontmoeting
| EK 2008 kwalificatie (Tbilisi, Georgië, 11 oktober 2006): |       |                                                               |
| Georgië                                                   | 1 – 3 | Italië                                                        |
| Georgi Sjasjiasjvili 26'                                  | goals | 18' Daniele De Rossi 63' Mauro Camoranesi 71' Simone Perrotta |

### Zesde ontmoeting
| EK 2008 kwalificatie (Genua, Italië, 13 oktober 2007): |       |         |
| Italië                                                 | 2 – 0 | Georgië |
| Andrea Pirlo 44' Fabio Grosso 84'                      | goals |         |

### Zevende ontmoeting
| WK 2010 kwalificatie (Udine, Italië, 10 september 2008): |       |         |
| Italië                                                   | 2 – 0 | Georgië |
| Daniele De Rossi 17' Daniele De Rossi 89'                | goals |         |

### Achtste ontmoeting
| WK 2010 kwalificatie (Tbilisi, Georgië, 5 september 2009): |              | |
| Georgië | 0 – 2        | Italië |
| | goals        | 57' (e.d.) Kacha Kaladze 67' (e.d.) Kacha Kaladze |
| Héctor Cúper | bondscoach   | Marcello Lippi |
| Giorgi Lomaia Zoerab Chizanisjvili Kacha Kaladze Amiran Sanaia Oetsja Lobzjanidze Levan Kobiasjvili Levan Chmaladze Levan Kenia Luka Razmadze 73' Jano Ananidze 59' Vladimir Dvalisjvili | opstellingen | Gianluigi Buffon Gianluca Zambrotta Fabio Cannavaro Giorgio Chiellini Domenico Criscito 57' Marco Marchionni Angelo Palombo Andrea Pirlo 73' Mauro Camoranesi 57' Giuseppe Rossi Vincenzo Iaquinta |
| Mate Vatsadze 59' Levan Tskitisjvili 73' | wissels      | 57' Fabio Quagliarella 57' Gaetano D'Agostino 73' Davide Santon |
| Levan Chmaladze 80' Levan Kobiasjvili 90' | gele kaarten | 25' Domenico Criscito |
| - Debuut van Jano Ananidze (Spartak Moskou) en Mate Vatsadze (Dinamo Tbilisi) voor Georgië.                                                                                              |              | |

GFF · A-internationals · Bondscoaches · Statistieken · Georgisch vrouwenelftal · Georgië U21 · Georgië U20 · Georgië U19 · Georgië U18 · Georgië U17 · Georgië U16
1990 – 1999 ·
2000 – 2009 ·
2010 – 2019 ·
2020 − 2029
1990 · 
1991 · 
1992 · 
1993 · 
1994 · 
1995 · 
1996 · 
1997 · 
1998 · 
1999 · 
2000 · 
2001 · 
2002 · 
2003 · 
2004 · 
2005 · 
2006 · 
2007 · 
2008 · 
2009 · 
2010 · 
2011 · 
2012 · 
2013 · 
2014 · 
2015 ·
2016 ·
2017 ·
2018 ·
2019 ·
2020 ·
2021 ·
2022 ·
2023 ·
2024
Albanië ·
Andorra ·
Armenië ·
Azerbeidzjan ·
Bosnië en Herzegovina ·
Bulgarije ·
Cyprus ·
Denemarken ·
Duitsland ·
Egypte ·
Engeland ·
Estland ·
Faeröer ·
Finland ·
Frankrijk ·
Gibraltar ·
Griekenland ·
Hongarije ·
Ierland ·
IJsland ·
Iran ·
Israël ·
Italië ·
Jordanië ·
Kameroen ·
Kazachstan ·
Kosovo ·
Kroatië ·
Letland ·
Libanon ·
Liechtenstein ·
Litouwen ·
Luxemburg ·
Malta ·
Marokko ·
Moldavië ·
Mongolië ·
Montenegro · 
Nederland ·
Nieuw-Zeeland ·
Nigeria ·
Noord-Ierland ·
Noord-Macedonië ·
Noorwegen ·
Oekraïne ·
Oezbekistan ·
Oostenrijk ·
Paraguay ·
Polen ·
Portugal ·
Qatar ·
Roemenië ·
Rusland ·
Saint Kitts en Nevis ·
Saoedi-Arabië ·
Schotland ·
Servië ·
Slovenië ·
Slowakije ·
Spanje ·
Thailand ·
Tsjechië ·
Tunesië ·
Turkije ·
Uruguay ·
Verenigde Arabische Emiraten ·
Wales ·
Wit-Rusland ·
Zuid-Afrika ·
Zuid-Korea ·
Zweden ·
Zwitserland
FIGC · A-internationals · Selecties · Bondscoaches · Italiaans vrouwenelftal · Olympisch elftal · Italië U21 · Italië U20 · Italië U19 · Italië U18 · Italië U17 · Italië U16 · Vrouwen U17
1910 – 1919 ·
1920 – 1929 ·
1930 – 1939 ·
1940 – 1949 ·
1950 – 1959 ·
1960 – 1969 ·
1970 – 1979 ·
1980 – 1989 ·
1990 – 1999 ·
2000 – 2009 ·
2010 – 2019 ·
2020 − 2029
EK's: 1968 · 
1980 · 
1988 · 
1996 · 
2000 · 
2004 · 
2008 · 
2012 · 
2016 ·
2020 ·
2024
WK's: 1934 · 
1938 · 
1950 · 
1954 · 
1962 · 
1966 · 
1970 · 
1974 · 
1978 · 
1982 · 
1986 · 
1990 · 
1994 · 
1998 · 
2002 · 
2006 · 
2010 · 
2014
OS: 1912 · 
1920 · 
1924 · 
1928 · 
1936 · 
1948 · 
1952 · 
1960 · 
1984 · 
1988 · 
1992 · 
1996 · 
2000 · 
2004 · 
2008
1911 · 
1912 · 
1913 · 
1914 · 
1915 · 
1916 · 1917 · 1918 · 1919 · 
1920 · 
1921 · 
1922 · 
1923 · 
1924 · 
1925 · 
1926 · 
1927 · 
1928 · 
1929 · 
1930 · 
1931 · 
1932 · 
1933 · 
1934 · 
1935 · 
1936 · 
1937 · 
1938 · 
1939 · 
1940 · 
1941 · 
1942 · 
1943 · 1944 · 
1945 · 
1946 · 
1947 · 
1948 · 
1949 · 
1950 · 
1952 · 
1952 · 
1953 · 
1954 · 
1955 · 
1956 · 
1957 · 
1958 · 
1959 · 
1960 · 
1961 · 
1962 · 
1963 · 
1964 · 
1965 · 
1966 · 
1967 · 
1968 · 
1969 · 
1970 · 
1971 · 
1972 · 
1973 · 
1974 · 
1975 · 
1976 · 
1977 · 
1978 · 
1979 · 
1980 · 
1981 · 
1982 · 
1983 · 
1984 · 
1985 · 
1986 · 
1987 · 
1988 · 
1989 · 
1990 ·
1991 · 
1992 · 
1993 · 
1994 · 
1995 · 
1996 · 
1997 · 
1998 · 
1999 · 
2000 · 
2001 · 
2002 · 
2003 · 
2004 · 
2005 · 
2006 · 
2007 · 
2008 · 
2009 · 
2010 · 
2011 · 
2012 · 
2013 · 
2014 · 
2015 · 
2016 · 
2017 ·
2018 ·
2019 ·
2020 ·
2021 ·
2022 ·
2023 ·
2024
Albanië ·
Algerije ·
Argentinië ·
Armenië ·
Australië ·
Azerbeidzjan ·
België ·
Bosnië en Herzegovina ·
Brazilië ·
Bulgarije ·
Canada ·
Chili ·
China ·
Costa Rica ·
Cyprus ·
DDR ·
Denemarken ·
Duitsland ·
Ecuador ·
Egypte ·
Engeland ·
Estland ·
Faeröer ·
Finland ·
Frankrijk ·
Georgië ·
Ghana ·
Griekenland ·
Haïti ·
Hongarije ·
Ierland ·
IJsland ·
Israël ·
Ivoorkust ·
Japan ·
Joegoslavië ·
Kameroen ·
Kroatië ·
Liechtenstein · 
Litouwen ·
Luxemburg ·
Malta ·
Marokko ·
Mexico ·
Moldavië ·
Montenegro ·
Nederland ·
Nieuw-Zeeland ·
Nigeria ·
Noord-Ierland ·
Noord-Korea ·
Noord-Macedonië ·
Noorwegen ·
Oekraïne ·
Oostenrijk ·
Paraguay ·
Peru ·
Polen ·
Portugal ·
Roemenië ·
Rusland ·
San Marino ·
Saoedi-Arabië ·
Schotland ·
Servië ·
Servië en Montenegro ·
Slovenië ·
Slowakije ·
Sovjet-Unie ·
Spanje ·
Tsjechië ·
Tsjecho-Slowakije ·
Tunesië ·
Turkije ·
Uruguay ·
Venezuela ·
Verenigde Staten ·
Wales ·
Wit-Rusland ·
Zuid-Afrika ·
Zuid-Korea ·
Zweden ·
Zwitserland
Argentinië (1982) · 
Australië (2006) · 
België (2016) · 
België (2021) · 
Brazilië (1970) · 
Brazilië (1982) · 
Brazilië (1994) · 
Costa Rica (2014) · 
Duitsland (2006) · 
Duitsland (2012) · 
Engeland (2012) ·
Engeland (2014) ·
Engeland (2021) ·
Frankrijk (2000) · 
Frankrijk (2006) · 
Frankrijk (2008) · 
Ghana (2006) · 
Hongarije (1938) · 
Ierland (2012) · 
Joegoslavië (1968) · 
Kameroen (1982) · 
Kroatië (2012) · 
Nederland (2008) · 
Nieuw-Zeeland (2010) · 
Oekraïne (2006) · 
Oostenrijk (2021) · 
Paraguay (2010) · 
Peru (1982) · 
Polen (1982, 1) · 
Polen (1982, 2) · 
Roemenië (2008) · 
Spanje (2008) ·
Spanje (2012, 1) ·
Spanje (2012, 2) ·
Spanje (2016) ·
Spanje (2021) ·
Tsjechië (2006) · 
Turkije (2021) · 
Uruguay (2014) · 
Verenigde Staten (2006) · 
Wales (2021) · 
West-Duitsland (1982) · 
Zweden (2016) · 
Zwitserland (2021)